# Park Narodowy Tarangire
Park Narodowy Tarangire – park narodowy położony w północnej części Tanzanii. Został utworzony w 1970 roku na powierzchni 2600 km². Jego nazwa pochodzi od rzeki Tarangire, która przepływa przez park.

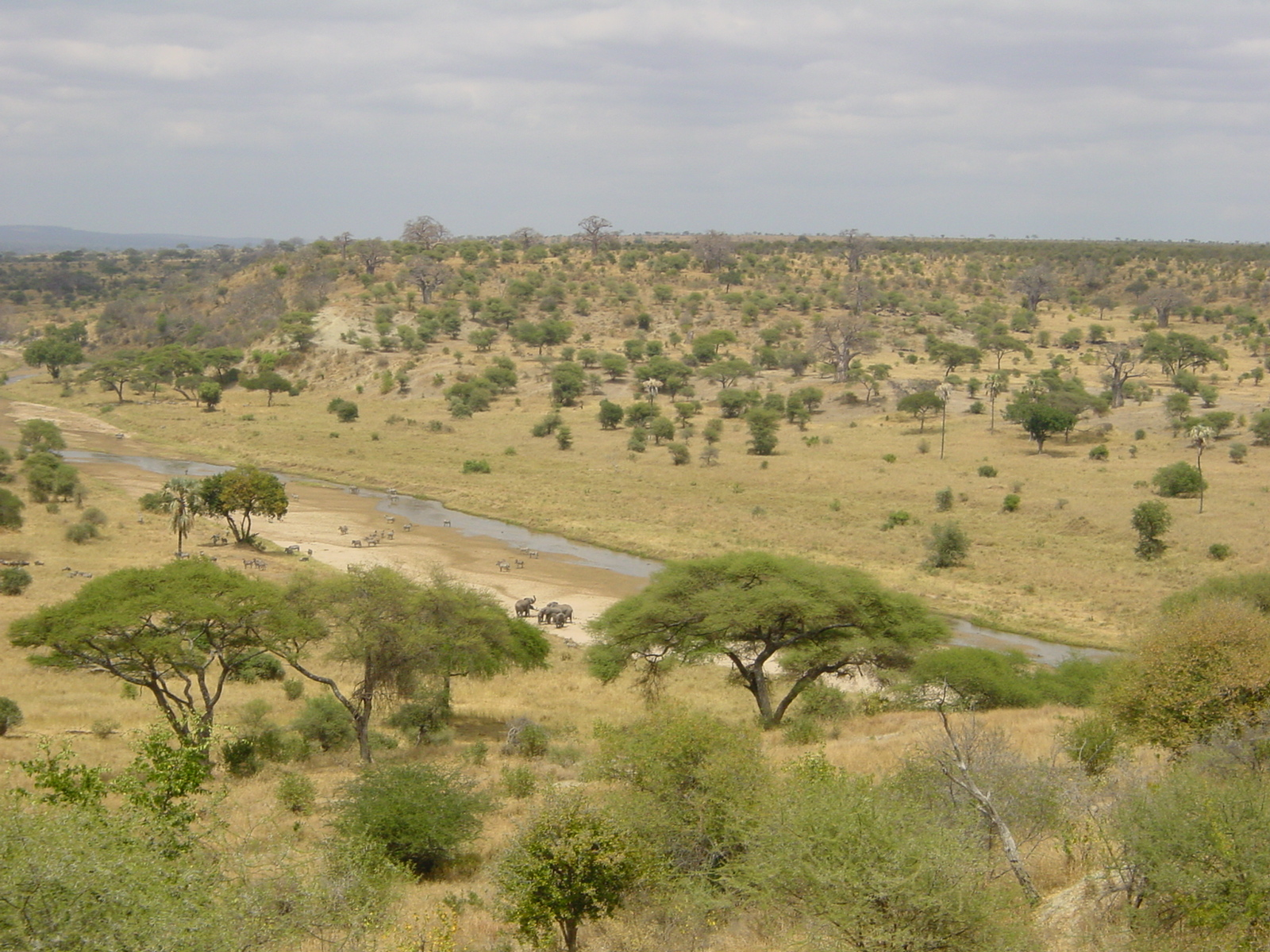
Rzeka Tarangire w Parku Narodowym Tarangire

## Fauna
Na terenie Parku Narodowego Tarangire występuje bardzo wiele gatunków zwierząt, wśród których można wymienić: lwa, panterę, słonia afrykańskiego, bawoła afrykańskiego, zebrę, impalę, gazelę.

## Flora
Spośród roślin występujących na terenie parku na uwagę zasługuje baobab afrykański.